# مسرة المدني
مسرة المدني (الوفاة 1977)، سيدة سوريا الأولى من أيلول عام 1941 وحتى كانون الثاني 1943، وهي زوجة الرئيس تاج الدين الحسني.
ولدت مسرة المدني في حيّ الحلبوني بدمشق ودرست على يد العلامة الشيخ بدر الدين الحسني قبل أن تتزوج من نجله تاج الدين وهي في الرابعة عشرة من عمرها. والدها رضا الميداني كان من الأعيان وأمها كانت نظيرة السفرجلاني، كانت من كبرى عائلات دمشق. انجبت ست أولاد، ثلاثة بنات وثلاثة ذكور، كان أكبرهم شمس الدين وأصغرهم صلاح الدين الحسني. وقد تزوجت ابنتها إنعام من الوزير والنائب منير العجلاني الذي بات مديراً لقصر تاج الدين الحسني خلال فترة حكمه. بعد وفاة زوجها في 17 كانون الثاني 1943، غادرت مسرة المدني إلى بيروت وتوفيت هناك عام 1977.